# Флек, Луиза
Луиза Флек, также известная как Луиза Колм или Луиза Колм-Флек, урождённая Луиза Велте (нем. Luise Fleck; 1 августа 1873, Вена — 15 марта 1950, Вена) — австрийский кинорежиссёр. Считается второй в мире женщиной-режиссёром художественного фильма после Алисы Ги-Блаше.

## Биография

### Австрия, Винер Кунстфильм и Вита-Фильм: до 1926
Луиза родилась в Вене. Отец — Луи Вельте, был владельцем городского паноптикума, родом из Лиона, поселился в Австрии в начале XIX века.
Ещё в детстве она помогала отцу в его бизнесе, работая на кассе. В январе 1910 года она и её первый муж Антон Колм вместе с оператором Джейкобом Флеком и её братом Клавдием основали Erste österreichische Kinofilms-Industrie, первую компанию по производству фильмов в Австрии при финансовой поддержке ряда источников включая отца Луизы. Год спустя она была переименована в Österreichisch-Ungarische Kinoindustrie GmbH, а в конце 1911 года, после серьёзной финансовой реконструкции, была переименована в Wiener Kunstfilm-Industrie.
Основной продукцией компании были короткие документальные работы, сделанные в Вене и других частях Австро-Венгерской империи. Конкуренция была жесткой, поскольку новая компания столкнулась с очень крупными французскими кинокомпаниями, которые доминировали на австрийском рынке в то время.
Французские компании были изгнаны из Австрии в начале Первой мировой войны, но конкуренция не ослабла с появлением чрезвычайно богатой австрийской кинокомпании Sascha-Film. Во время войны обе компании боролись за доминирование на рынках кинохроники и пропаганды, но мощные финансовые ресурсы Sascha-Film позволили ей прочно занять лидирующие позицию в киноиндустрии Австрии. После политического краха Австрии в 1918 году компания Wiener Kunstfilm-Industrie, обанкротилась однако в 1919 году первый супруг Луизы Флек смог перезапустить компанию под названием Vita-Film.
Сразу же началась работа над строительством новых киностудий в Розенхюгеле и в Мауэре но в 1922 году в результате серьёзных разногласий с их финансовыми покровителями Антон, Луиза Колм и Джейкоб Флек разорвали отношения с Vita-Film. Антон умер позже в том же году. Луиза и Флек поженились в 1924 году и уехали в Берлин в 1926 году.

### Германия 1926-33; Австрия 1933-40
В Германии Луиза Флек и её муж работали в берлинских продюсерских компаниях, в частности в Лидди Хегевальд и УФА. За этот период они сняли от 30 до 40 фильмов, иногда до девяти за один год. Когда Гитлер пришёл к власти в 1933 году, они вернулись в Вену, поскольку Джейкоб Флек был евреем, но продолжил продюсировать компанию «Хегевальд-фильм» в Вене и Праге, в то время как сын Луизы Вальтер Колм-Вельте, который получил квалификацию в области звукорежиссуры в Тобисе — Tonbild-Syndikat, занимал должность продюсера компании номинально.
Когда в 1938 году национал-социалисты захватили власть в Австрии, и контроль над австрийской кино индустрией практически мгновенно перешёл в руки Имперской палаты культуры, остались без работы.

### Изгнание 1940-47
Джейкоб Флек был отправлен в 1938 году в концентрационный лагерь Дахау, но был освобожден в 1940 году, после чего он и Луиза отправились в Шанхай. Они сотрудничали с китайским режиссером Фэй Му в работе над совместном фильмом Söhne und Töchter der Welt («Сыновья и дочери мира»), который до создания Китайской Народной Республики был единственным фильмом созданным в сотрудничестве между китайскими и иностранными режиссерами. Его премьера состоялась 4 октября 1941 года в театре Инь Ду в Шанхае.

### Возвращение в Австрию 1947-50
В 1947 году, в том же году, когда была открыта первая послевоенная киностудия Австрии Флоки вернулись в Вену. Луиза Флек умерла в 1950 году, Джейкоб Флек три года спустя.

## Работы
В 1911 году была выпущена её первая работа в качестве содиректора: Die Glückspuppe («Кукла удачи»). В том же году последовали и другие драмы: «Der Dorftrottel» («Деревенский идиот»), «Tragödie eines Fabriksmädels» («Трагедия фабричной девчонки») и "Nur ein armer Knecht " («Просто бедняга»). В 1913 году состоялись премьеры ее работ в качестве режиссера и продюсера «Der Psychiater» («Психиатр») и Das Proletarierherz («Сердце пролетариата»).
Во время Первой мировой войны она руководила пропагандистскими драмами «Mit Herz und Hand fürs Vaterland» («С рукой и сердцем за Отечество») (1915) и «Mit Gott für Kaiser und Reich» («С Богом за Кайзера и Рейх») (1916). В 1918 году появился «Der Doppelselbstmord» («Двойное самоубийство»).
Она также экранизировала австрийскую литературу в «Die Ahnfrau» («Предок»), основанную на одноимённой пьесе Франца Грильпарцера. С 1911 по 1922 год, когда умер её муж Антон, Луиза сняла более 45 фильмов.
Луиза Колм, как её тогда называли, отвечала за постановку в студии социально-критических драм, которые касались вопросов классовых конфликтов и идеологических вопросов, в отличие от стандартных постановок других киностудий того времени. Актёр Эдуард Секлер, который работал на Wiener Kunstfilm, описал её так: «Луиза Колм была блестящим всесторонним талантом, в то время как ее муж Колм только присматривал за деньгами — она делала все, она вырезала и склеивала фильмы, писала интертитры и помогала своему брату в лаборатории. Без ее стремления и инициативы сомнительно, что фирма могла бы существовать». 
Её дальнейшими работами стали экранизация трагедии Артура Шницлера «Flirtation» в 1927 году и «When the Soldiers» в 1931 году. Священник из Кирхфельда появился в кинотеатрах в 1937 году. Это было первое производство звукового фильма Луизы и Джейкоба Флека по известной антиклерикальной пьесе Людвига Анценгрубера 1870 года после двух немых фильмов 1914 и 1926 годов.
В общей сложности Луиза Флек написала не менее 18 сценариев, сняла 53 фильма и как продюсер выпустила 129 фильмов. При этом некоторые источники предполагают гораздо более высокие цифры.

## Избранная фильмография
- Чардаш (1935) Csardas
- Unser Kaiser (1933)
- Ein Auto und kein Geld (1932)
- Wenn die Soldaten… (1931)
- Der Fleck auf der Ehr' (1930)
- Die Csikosbaroneß (1930)
- Варшавская цитадель (1930) Die Warschauer Zitadelle
- Спад в банке Рейхенбах (1930) Einbruch im Bankhaus Reichenbach
- Царевич (1929) Der Zarewitsch
- Der Leutnant Ihrer Majestät (1929)
- Die lustigen Vagabunden (1928)
- Die schönste Frau von Paris (1928)
- Маленькая рабыня (1928) Die kleine Sklavin
- Яхта семи грехов (1928) Die Yacht der sieben Sünden
- Frauenarzt Dr. Schäfer (1928)
- Der fröhliche Weinberg (1927)
- Нищий студент (1927) Der Bettelstudent
- Wenn Menschen reif zur Liebe werden (1927)
- Орлов (1927) Der Orlow
- Игра в любовь (1927) Liebelei
- Das Fürstenkind (1927)
- Die Tochter der Frau von Larsac (1924)
- Frühlingserwachen (1924)
- Olga Frohgemut (1922)
- Herzblut (1920)
- Анита (1920) Anita
- Freut Euch des Lebens (1920)
- Праматерь (1919) Die Ahnfrau
- Die Zauberin am Stein (1919)
- Seemannsbraut (1919)
- Lumpazivagabundus (1919)
- Seine schwerste Rolle (1919)
- Die Schlange der Leidenschaft (1918)
- Жидовка (1918) Die Jüdin
- Don Cäsar, Graf von Irun (1918)
- Бесплатный сервис (1918) Freier Dienst
- Король забавляется (1918) Der König amüsiert sich
- Die Geisel der Menschheit (1918)
- Der Doppelselbstmord (1918)
- Der Schandfleck (1917)
- Im Banne der Pflicht (1917)
- Der Verschwender (1917)
- Рыжий принц (1917) Der rote Prinz
- Mir kommt keiner aus (1917)
- Lebenswogen (1917)
- За веру, царя и отечество (1916) Mit Gott für Kaiser und Reich
- Auf der Höhe (1916)
- Die Tragödie auf Schloss Rottersheim (1916)
- Die Landstreicher (1916)
- Sommeridylle (1916)
- Armer Teufel (1916)
- Das verhängnisvolle Rezept (1916) … короткометражка
- Der Traum des österreichischen Reservisten (1915)
- Mit Herz und Hand fürs Vaterland (1915)
- Der Meineidbauer (1915)
- Mutter Sorge (1915)
- Der Pfarrer von Kirchfeld (1914)
- Svengali (1914)
- Unrecht Gut gedeihet nicht (1913)
- Zweierlei Blut (1912)
- Der Unbekannte (1912)
- Trilby (1912)
- Die Glückspuppe (1911) … короткометражка
- Der Dorftrottel (1911) … короткометражка
- Hoffmanns Erzählungen (1911) … короткометражка
- Mutter (1911)